# Frenzied Finance
Frenzied Finance é um curta-metragem mudo norte-americano de 1916, do gênero comédia, com o ator cômico Oliver Hardy.

## Elenco

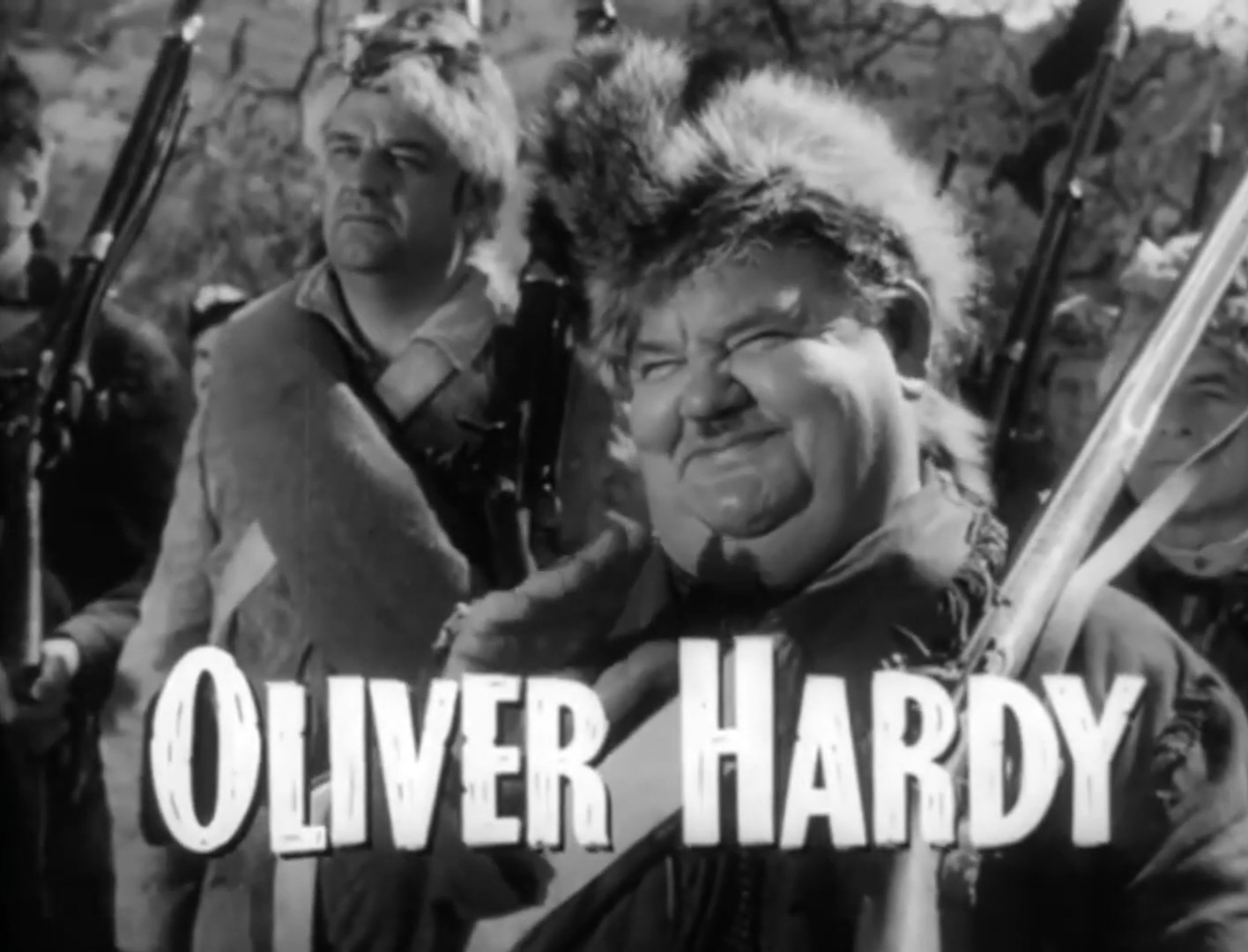
Oliver Hardy

- Bobby Burns - Pokes
- Walter Stull - Jabbs
- Oliver Hardy - (como Babe Hardy)
- Frank Hanson
- Ethel Marie Burton
- Mildred Burstein